# Bayou Vista (Texas)
Pour les articles homonymes, voir Bayou Vista.
La ville de Bayou Vista est située dans le comté de Galveston, dans l’État du Texas, aux États-Unis. Elle comptait 1 537 habitants lors du recensement de 2010.
Bayou Vista a été frappée par l’ouragan Katrina.

## Source
- (en) Cet article est partiellement ou en totalité issu de l’article de Wikipédia en anglais intitulé « Bayou Vista, Texas » (voir la liste des auteurs).